# Benson & Hedges Centennial Open 1980
L'Heineken Open 1980  è stato un torneo di tennis giocato sul cemento.
È stata la 24ª edizione dell'Heineken Open,che fa parte del Volvo Grand Prix 1980. Si è giocato all'ASB Tennis Centre di Auckland in Nuova Zelanda, dall'1 al 7 gennaio 1980.

## Campioni

### Singolare
John Sadri ha battuto in finale  Tim Wilkison con il punteggio di 6–3, 4–6, 6–4, 2–6, 6–2

### Doppio
Peter Feigl /  Rod Frawley hanno battuto in finale  John Sadri /  Tim Wilkison con il punteggio di 6–2, 7–5